# Chilham
Chilham är en ort och civil parish i grevskapet Kent i sydöstra England. Orten ligger i distriktet Ashford, cirka 9 kilometer sydväst om Canterbury. Tätorten (built-up area) hade 823 invånare vid folkräkningen år 2021.
I civil parishen ligger även orten Old Wives Lees.